# Aclerda ischaemi
Aclerda ischaemi är en insektsart som beskrevs av Mcconnell 1955. Aclerda ischaemi ingår i släktet Aclerda och familjen Aclerdidae. Inga underarter finns listade i Catalogue of Life.